# 마스카르포네
마스카르포네(이탈리아어: mascarpone)는 이탈리아의 크림 치즈이다. 크림으로 만들기 때문에, 다른 종류의 치즈들과 달리 단 맛을 내며, 유통기한이 짧다. 티라미수를 만들거나, 빵에 발라먹는다.

## 제조법
크림을 80도에서 물중탕하면서, 타르타르산이나 레몬 즙을 넣는다. 그러면 크림이 열과 산성에 반응하여, 응고되면서, 유장이 분리된다. 이를 걸러낸 후 냉장고에서 12시간 이상을 보관하면 마스카르포네가 된다.